# Late Night Alumni

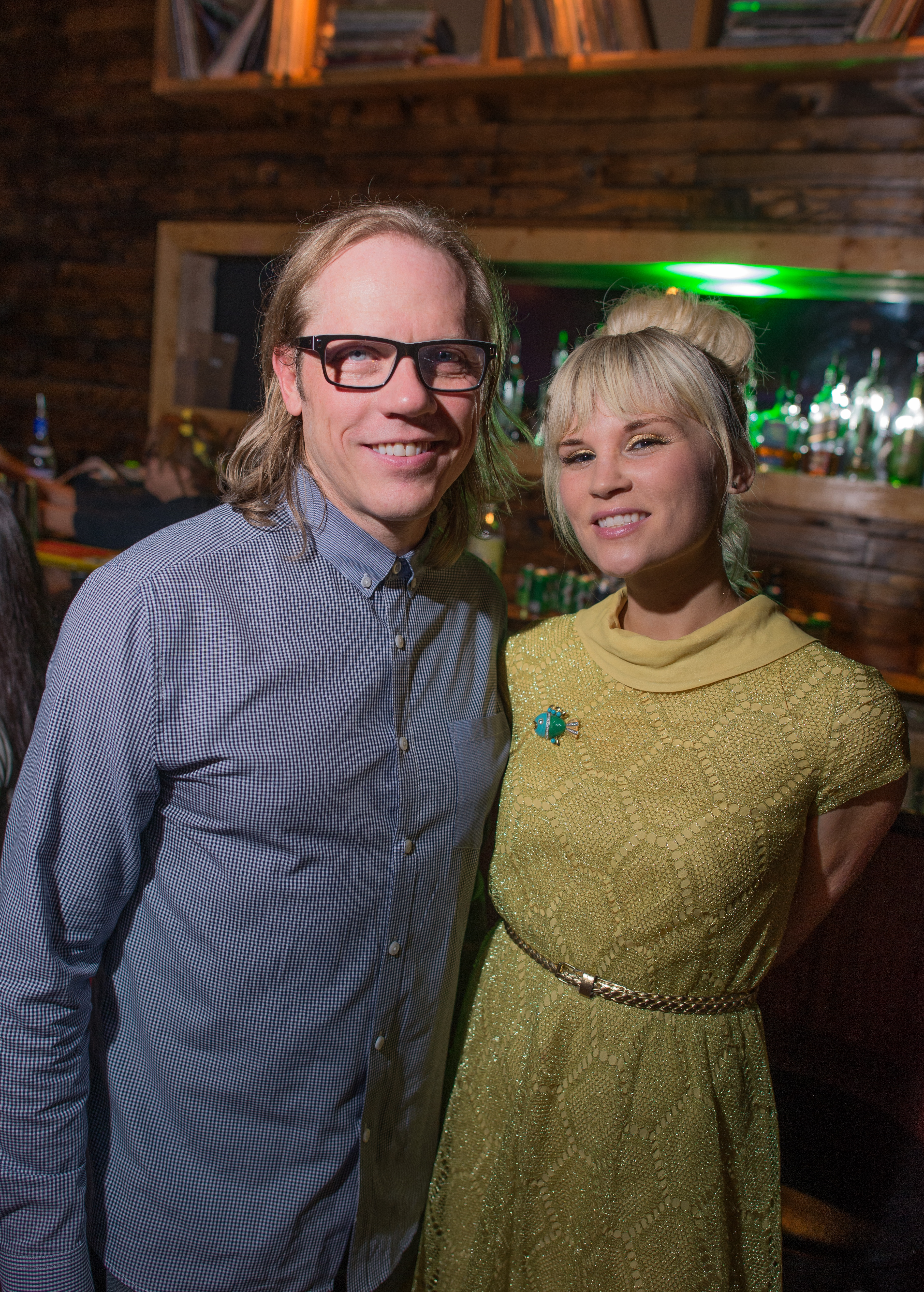
John Hancock și Becky Jean Williams la Nextdoor în Honolulu, Hawaii, pe 10 octombrie 2014

Late Night Alumni este o trupă de muzică house formată din Ryan Raddon (Kaskade), Finn Bjarnson, John Hancock, și solista Becky Jean Williams. Este cunoscută pentru mixarea muzicii dance cu cea trance.

## Albume
- 2005 - Empty Streets
- 2009 - Of Birds, Bees, Butterflies, Etc.
- 2011 - Haunted
- 2013 - The Beat Becomes a Sound